# 湯円

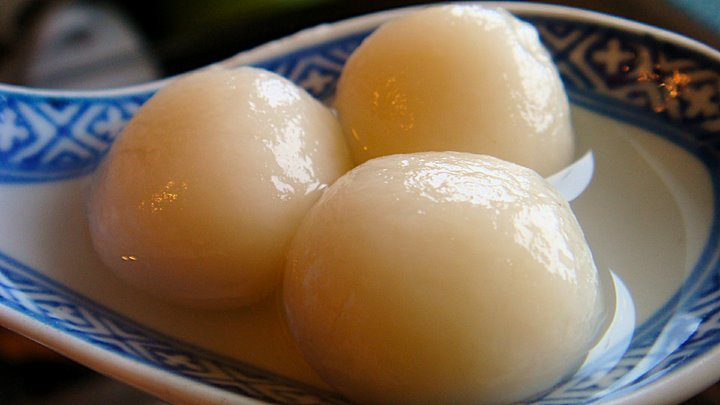
湯円

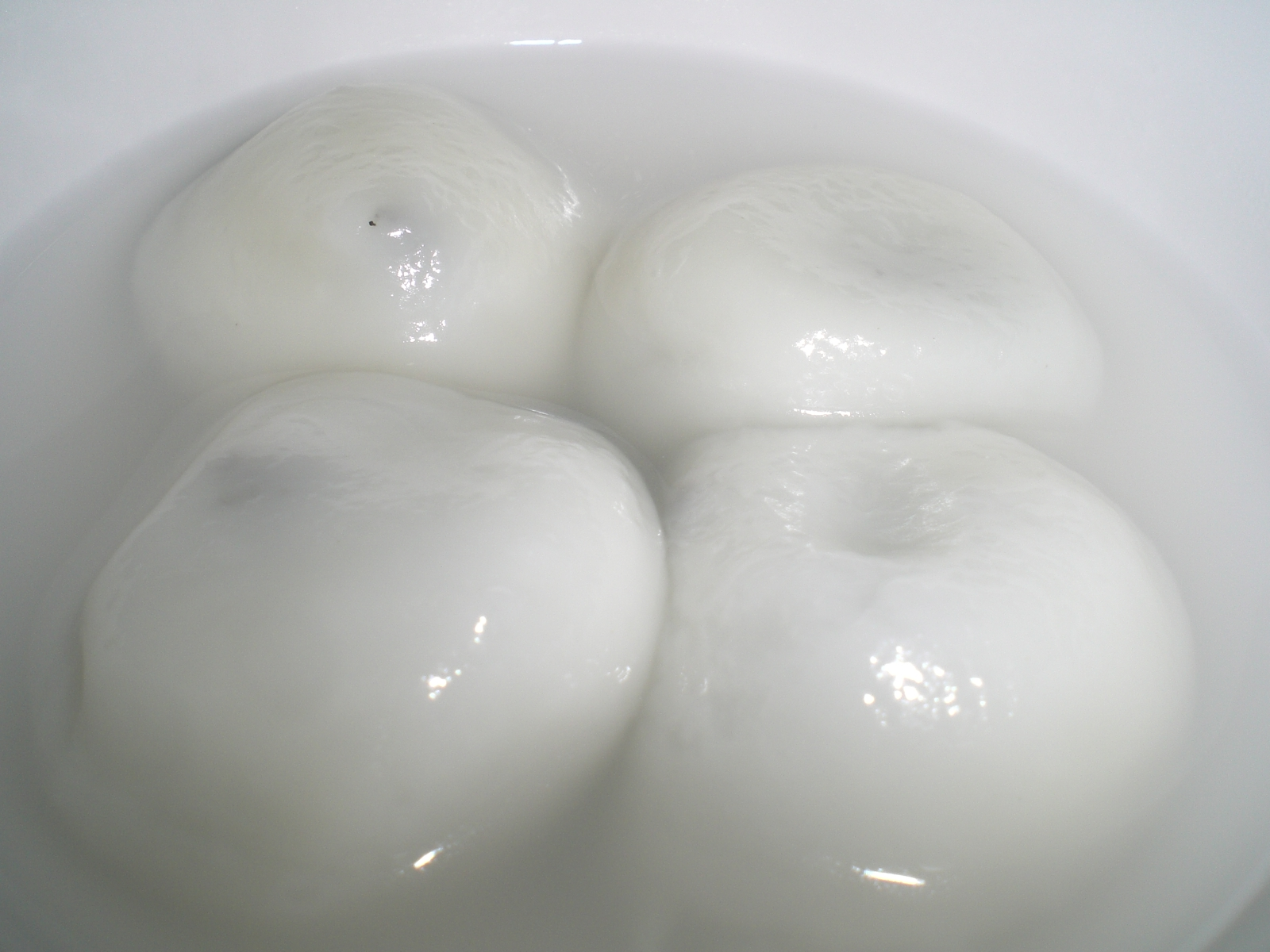
清水湯円

湯円（繁体字：湯圓、簡体字：汤圆、拼音: Tāngyuán タンユェン）は、中国の伝統的な小吃のひとつで、もち米を丸めて作り、冬至や春節の風物詩的な食品である。
現在中国に湯圓の発音は「タンユェン」に似ているが、日本には漢字音読みの「タンエン」と読んでいる人も多い。

## 概要
湯円は中国の伝統的な小吃のひとつで、もち米を丸めて作り、冬至や春節の風物詩的な食品である。呉語では「湯糰」、莆仙語では「丸囝」、台湾語では「圓仔」（îⁿ-á）、客家語では「粄圓」と呼ぶ。通常は紅白の二色で、餡はゴマとアズキで作る甘いもの（甜湯圓）と肉で作る塩辛いもの（鹹湯圓、簡体字では咸汤圆）がある。
中国の華北地方・東北地方では、湯円と似た「元宵」（ユェンシャオ）が作られて、春節または元宵節に食される。これは湯円に似ているが、湯円は手でこねて作るのに対し、元宵は丸い餡を白玉粉の入ったざるに入れ、ざるごと揺らして作ったものである。また、日本でも湯円、元宵と似た「白玉」が作られていて、広く食される。

## 各地における違い

### 江南
呉語では湯糰といい、寧波のものが特に知られている。白玉粉、ゴマ、ラード・砂糖・粉末黒ゴマを合わせた餡を合わせて作る。色は白く、粘らないものが有名である。現在、寧波の近隣ではこの製法が多く取り入れられている。缸鴨狗などの店が知られている。

### 四川
四川地域では湯圓と称される。毎年、春節の時期に食べられている。特に旧暦の元日と15日の両日を象徴する食べ物である。湯円は甘いものと塩辛いものがある。甘いものは黒砂糖やブラウンシュガーを使い、落花生、クルミ、ゴマ、バラなどを加える。塩辛いものは外見を扇形にし、肉、葱、生姜などで餡を作る。

### 福州
湯圓又は𥻵と称する。作り方は元宵と湯円の間にあたり、もち米で作った粉を湿らせてこねて作る。餡は無く、魚を煮たものを入れる。食べるときに小麦粉、黒ゴマ、砂糖、落花生粉などをまぶす。冬至の朝、湯円と福橘を祖先にお供えし、その後、一家全員で朝食として食べる。

### 台湾

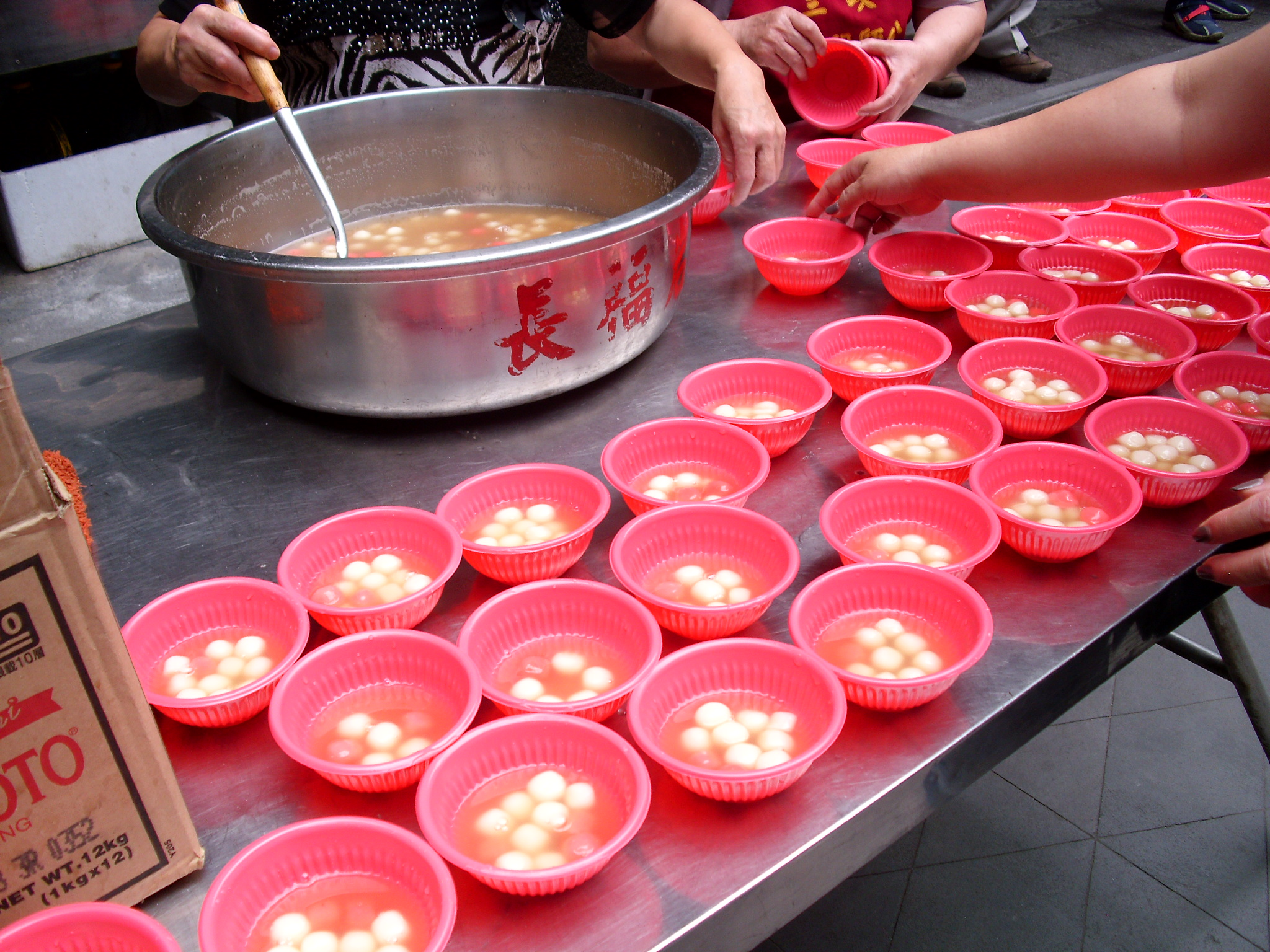
参詣者に提供するお寺の「平安円」

比較すると小さく、餡も入っていない。通常、黒砂糖と水を加えて煮るか、野菜と肉類などの材料を煮て鹹湯円を作る。

### 中国北部
中国北部では、湯円と似たものが「元宵」（ユェンシャオ）と呼ばれている。これは元宵節（旧暦正月の15日目）に食される習慣である。

## 日本
日本では、似た製法で「白玉」が作られている。一説には鎌倉時代に中国の渡来僧が「湯円」をもたらしたと言われる。